# TRL Awards 2010
Gli MTV TRL Awards 2010 sono stati trasmessi, in diretta televisiva su MTV, l'8 maggio 2010 dal Porto Antico di Genova dalle ore 21:00. La serata è stata introdotta da un countdown di mezz'ora, per invitare il pubblico a votare l'ultima categoria ancora senza vincitore.
Le votazioni sono state aperte alle ore 16:00 del 7 aprile 2010 e sono state chiuse il 29 aprile 2010 alla stessa ora. I voti per la categoria My TRL Best Video sono invece stati chiusi durante la cerimonia. Questa è stata la quinta edizione dei TRL Awards italiani ed è stata condotta per la prima volta direttamente da un cantante: il rapper italiano J-Ax.
Per quest'anno, evento inedito per lo show, sono stati consegnati ben tre premi direttamente dalla redazione di MTV: il Man of the Year, la First Lady e la Best Band (nelle precedenti edizioni erano scelti dal pubblico).
Nella storia dei TRL Awards, questa è l'edizione con più ospiti proposti durante la cerimonia di premiazione. Da quest'anno, il premio che viene ritirato dal vincitore consiste in un parallelepipedo rettangolare con una gomma da masticare usurata che forma un palloncino.

## Sigla
La sigla introduttiva ed i motivi usati per il lancio della pubblicità, sono gli stessi utilizzati per lo show Total Request Live On the Road, un tema composto proprio per la trasmissione. La sigla di apertura è invece stata affidata al rapper milanese Marracash che, sulla base dell'allora suo inedito Rivincita (con un testo riadattato per la cerimonia), ha riscaldato il pubblico di Genova.

## Performance
- Alessandra Amoroso - Arrivi tu

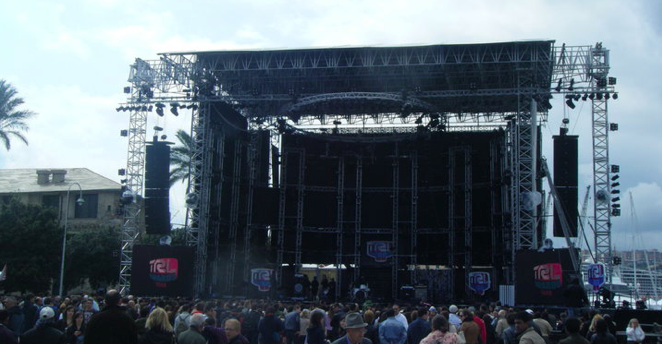
Il palco allestito nel Porto Antico di Genova per la quinta edizione dei TRL Awards.

- Arisa - Sincerità / Malamorenò / Pace
- Blind Fool Love - Vampiro
- Broken Heart College - Io voglio te
- dARI - Più di te
- Finley - Il tempo di un minuto
- Jessica Brando - Il colore del cuore
- Le Vibrazioni - Senza indugio
- Lost - L'applauso del cielo / Il cantante
- Malika Ayane - Satisfy My Soul
- Marco Carta - Quello che dai
- Marco Mengoni - Credimi ancora / Stanco (Deeper Inside)
- Marracash - Stupido
- Nina Zilli - 50mila
- Noemi - Per tutta la vita
- Simone Cristicchi - Meno male / La vita all'incontrario
- Tony Maiello - Come gli altri
- Sonohra - Good Luck My Friend
- Stromae - Alors on danse
- Valerio Scanu - Credi in me

## Altri interventi
- Chiara Ferragni
- Emanuele Bosi
- Giuliano Razzoli
- Mauro Bergamasco
- Marco Brenno
- Michela Quattrociocche
- Mirco Bergamasco
- Nicole Murgia
- Primo Reggiani

## Awards
I vincitori della categoria verranno evidenziati in grassetto.

### Best International Act
- Thirty Seconds to Mars
- Avril Lavigne
- The Black Eyed Peas
- Green Day
- Justin Bieber

### Best Look
- Arisa
- dARI
- Kesha
- Lady Gaga
- Nina Zilli

### Best Fan Club
- dARI
- Finley
- Lost
- Sonohra
- Zero Assoluto

### Best Movie
- Avatar
- Cado dalle nubi
- L'era glaciale 3 - L'alba dei dinosauri
- Natale a Beverly Hills
- Scusa ma ti voglio sposare

### Best New Generation
Votabile esclusivamente tramite Windows Live Messenger.
- Broken Heart College
- Crookers
- Jessica Brando
- Nesli
- Tony Maiello

### My TRL Best Video
Votabile esclusivamente tramite SMS.
- Alessandra Amoroso - Senza nuvole
- Lost - L'applauso del cielo
- Marco Mengoni - Credimi ancora
- Sonohra - Baby
- Valerio Scanu - Per tutte le volte che...

## Altri premi

### TRL History
- J-Ax

### MTV First Lady
- Alessandra Amoroso
- Irene Grandi
- Lady Gaga
- Malika Ayane
- Noemi

### MTV Man of the Year
- David Guetta
- Marco Mengoni
- Mika
- Tiziano Ferro
- Valerio Scanu